# Bibhutibhushan Bandopadhyay

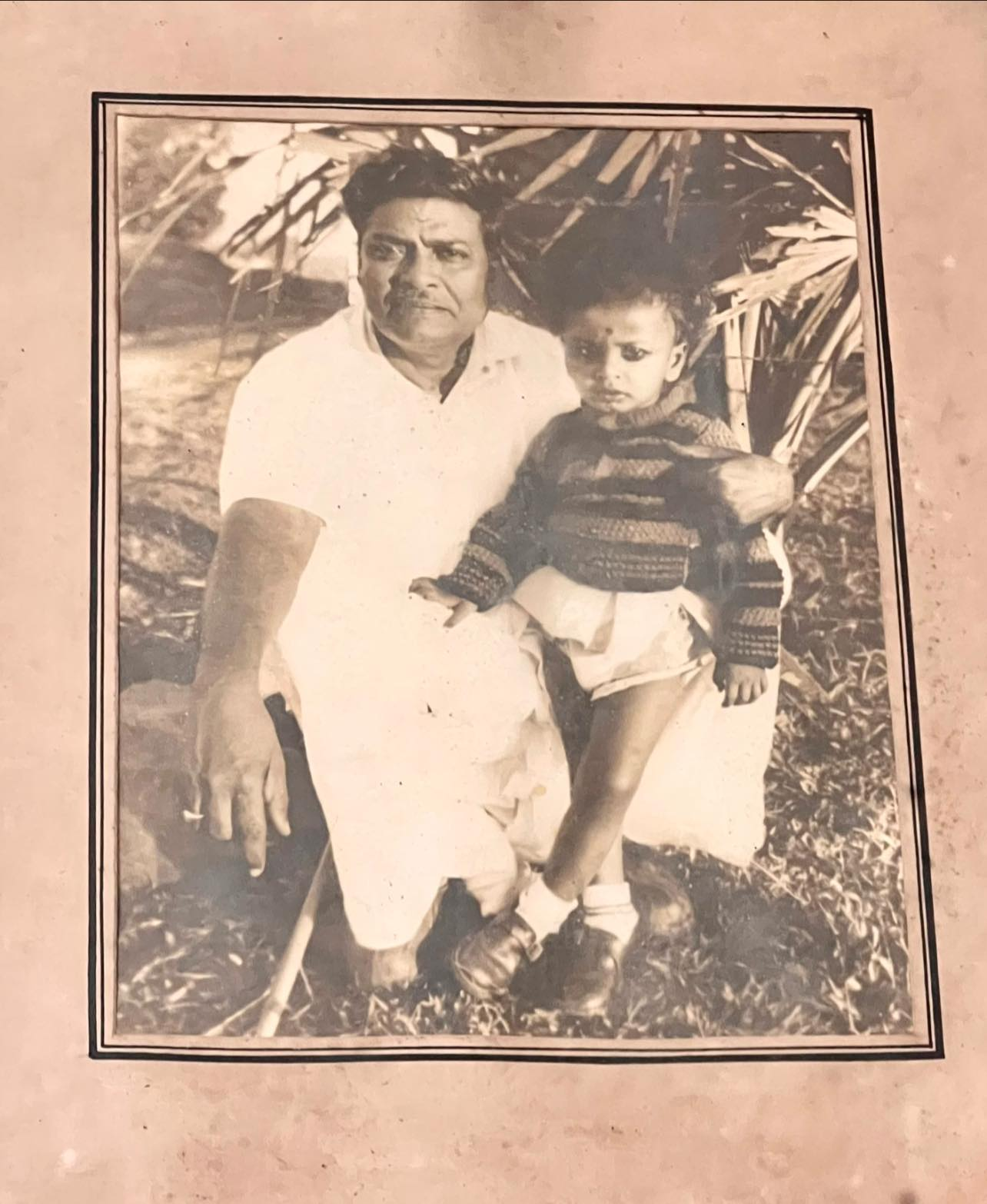
O autor Bibhutibhusan Bandhopadhyay e o seu filho Taradas Bandhopadhyay.

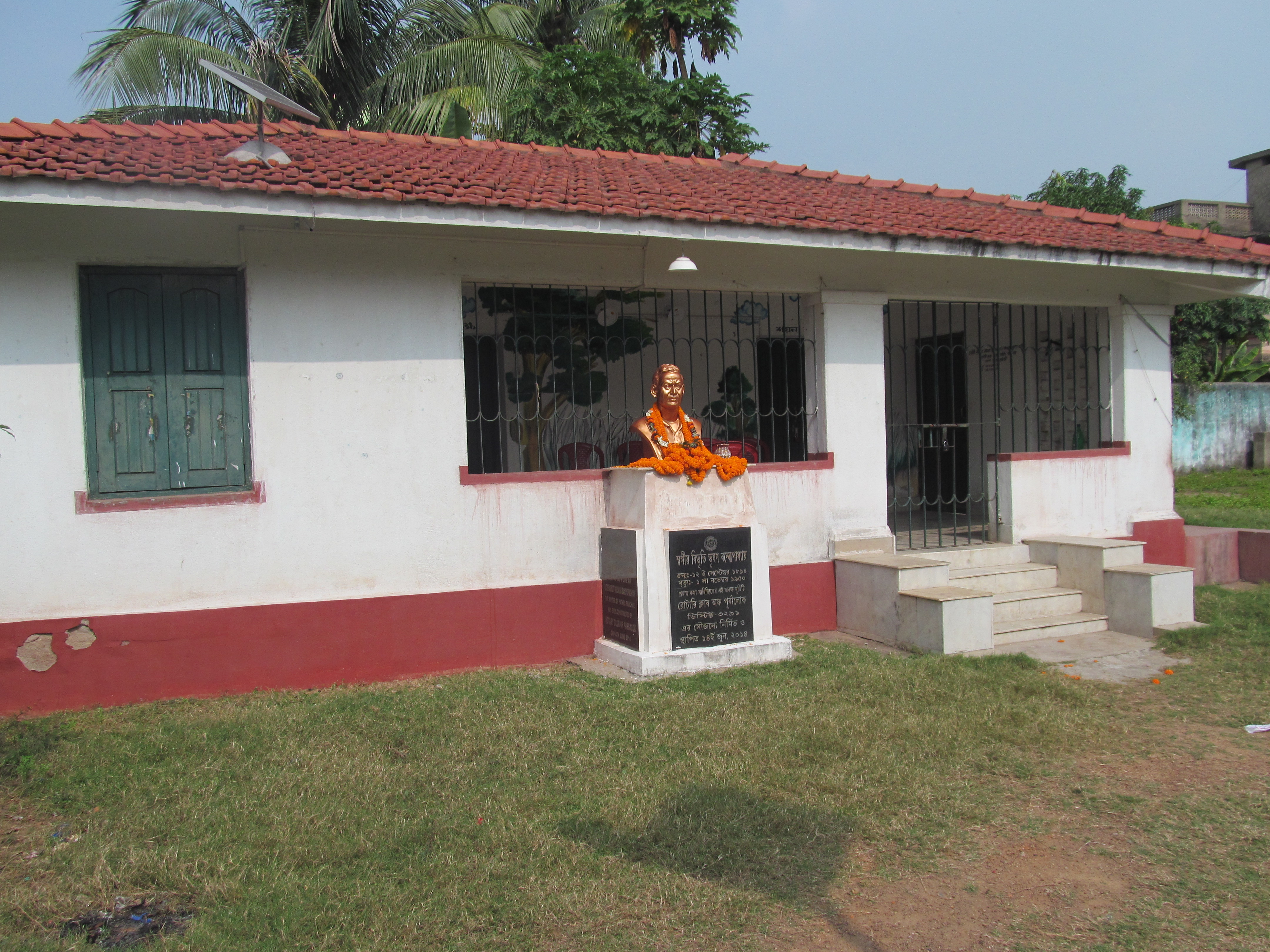
Casa de Bibhutibhusan, em Ghatshila.

Bibhutibhushan Bandyopadhyay (Ghoshpara-Muratipur, 12 de setembro de 1894 — Ghatshila, 1 de novembro de 1950), em bengali বিভূতিভূষণ বন্দ্যোপাধ্যায় Bibhutibhushon Bôndopaddhae (escuteⓘ), cujo último nome também se conhece por Banerjee ou Banerji, foi um romancista indiano de língua bengali, autor de romances que se tornaram famosos pela adaptação ao cinema por Satyajit Ray. As suas obras mais conhecidas são o romance autobiográfico Pather Panchali (Canção da pequena estrada), Aparajito (Invicto), Chander Pahar (Montanha da Lua) e Aranyak (Da floresta).

## Biografia
A família Bandyopadhyay é originária da aldeia de Panitar, perto de Basirhat, situada no distrito de Parganas da atual Bengala Ocidental. O bisavô de Bandyopadhyay, que era um médico ayurvédico, acabou por se estabelecer na aldeia de Barrackpore, perto de Gopalnagar, no norte de Parganas. No entanto, Bandyopadhyay nasceu na aldeia de Muratipur, perto de Kalyani no distrito de Nadia, em casa do seu tio materno.
O seu pai, Mahananda Bandyopadhyay, era um académico de sânscrito e um contador de histórias de profissão. Bandyopadhyay era o mais velho dos cinco filhos de Mahananda e da sua mulher Mrinalini. A sua casa de infância situava-se na aldeia de Barrackpore, perto de Gopalnagar, Banagram (atualmente Bangaon), em Parganas.
A partir do quinto ano, Bandyopadhyay estudou na Bongaon High School, uma das instituições mais antigas da Índia Britânica, e foi considerado um aluno talentoso. Depois de ter ficado classificado na primeira divisão nos exames de admissão e nos exames intermédios de Artes e Humanidades, Bandyopadhyay concluiu a sua licenciatura em economia, história e sânscrito no Surendranath College (então Ripon College) em Kolkata. Terminada a formação base, foi admitido no curso de mestrado (MA) e no curso de Direito da Universidade de Calcutá, mas não teve dinheiro para se inscrever no curso de pós-graduação. Iniciou então a sua vida profissional como professor numa escola em Jangipara, a Jangipara D N High School, no distrito de Hooghly.
Bandyopadhyay trabalhou numa variedade de empregos para se sustentar a si próprio e à sua família antes de se tornar escritor. O seu primeiro emprego foi como professor, mas também trabalhou como publicitário itinerante para a organização política hindu Goraksini Sabha, o movimento visando a proteção das vacas, e, mais tarde, como secretário de Khelatchandra Ghosh, o líder da poderosa família Ghosh, função que incluía a gestão da propriedade daquela família em Bhagalpur. Como seu secretário, foi colaborador próximo de Khelatchandra Ghosh, um nome proeminente na música e na caridade, enquanto dava aulas à sua família. Também ensinou na Escola Memorial Khelatchandra.
Bandyopadhyay acabou por regressar à sua terra natal, onde trabalhou como professor na instituição Gopalnagar Haripada, atividade que manteve até à sua morte, a par do seu trabalho literário. Escreveu e publicou Pather Panchali enquanto permanecia em Ghatshila, uma cidade em Jharkhand.
Bandopadhyay faleceu em 1 de novembro de 1950, em Ghatshila. A causa da morte foi identificada como infarte do miocárdio e ataque cardíaco.
A sua casa em Ghatshila, baptizada Gouri Kunj em homenagem à sua mulher, foi preservada pelo Governo do Estado de Jharkhand.

## Obra literária
As obras de Bandyopadhyay decorrem em grande parte na zona rural de Bengala, com personagens dessa zona. Vários dos seus romances têm como cenário Bongaon, incluindo Pather Panchali, Adarsha Hindu Hotel, Ichamati e Bipiner Sansar, enquanto Aranyak se passa numa floresta em Bhagalpur.
Em 1921, o primeiro conto publicado de Bandyopadhyay, intitulado Upekshita, apareceu em Prabasi, na altura uma das principais revistas literárias de Bengala. No entanto, não recebeu qualquer atenção da crítica até 1928, quando o seu primeiro romance, Pather Panchali (também conhecido em inglês como Song of the Little Road) foi publicado (inicialmente em série e depois em livro, em 1929).
Pather Panchali trouxe Bandyopadhyay para a proeminência na literatura bengali, e o romance e a sua sequela Aparajito foram subsequentemente traduzidos para várias línguas. Além disso, estes dois títulos foram transformados em filmes por Satyajit Ray e, juntamente com O Mundo de Apu (Apur Sansar), formaram a Trilogia de Apu de grande sucesso.
O realizador Satyajit Ray recomendou aos aspirantes a argumentistas as obras de Bandyopadhyay e elogiou-o, dizendo: As suas falas adaptam-se tão bem às personagens, são tão reveladoras que, mesmo quando o autor não fornece qualquer descrição física, cada personagem parece apresentar-se perante nós simplesmente através das palavras que diz.
A sua criação Taranath Tantrik era popular entre os leitores bengalis e a série foi alargada pelo seu filho Taradas.
Amit Chaudhuri traduziu alguns excertos do romance para inclusão na antologia The Picador Book of Modern Indian Literature. Na sua introdução a estes excertos, Chaudhuri escreveu: Único pela sua ternura e poesia... Pather Panchali rejeita tanto o realismo como o realismo social do século XIX (o meio social nele descrito ter-se-ia logicamente prestado a este último) para uma investigação sobre a perceção e a memória.
O texto completo de Aparajito foi traduzido para inglês por Gopa Majumdar. O romance Aranyak foi traduzido para inglês em janeiro de 2017 por Suchismita Banerjee Rai, e foi publicado pela Mitra and Ghosh Publishers, com sede em Calcutá. Os seus romances Ashani Sanket e Ichhamati foram traduzidos para inglês, respetivamente, como Distant Thunder e Ichhamoti por Chhanda Chattopadhyay Bewtra e publicados pela Parabaas.
Martin Seymour-Smith, no seu Guide to Modern World Literature (1973), descreve Bandyopadhyay (utiliza a forma Banerji) como talvez o melhor de todos os romancistas indianos modernos, escrevendo ainda que provavelmente nada na literatura indiana do século XX, em prosa ou poesia, chega ao nível de Pather Panchali.
Bandyopadhyay recebeu a título póstumo o Rabindra Puraskar em 1951, um prémio literário em Bengala Ocidental, pelo seu romance Ichhamati.

## Filmografia
A filmografia baseada na sua bibliografia inclui as seguintes realizações
- Pather Panchali (1955)
- Aparajito (1956)
- Adarsha Hindu Hotel (1957)
- Apur Sansar (1959)
- Baksa Badal (1970)
- Nishi Padma (1970) baseado no conto Hinger Kochuri.
- Amar Prem (1972) baseado num conto Hinger Kochuri.[15]
- Nimantran (1971)
- Ashani Sanket (1973)
- Alo (2003)
- The Festival!Talnabami (filme) (2003)
- Bhalobasar Onek Naam (2006)
- Chander Pahar (2013)
- Amazon Obhijaan  (2017) baseado nas personagens de Chander pahar.
- Sahaj Paather Gappo (Colours of Innocence) (2017) baseado na história Taal Nabami.
- Avijatrik  (2021) baseado na parte final do romance Aparajito.